# Kikoły (Kadyny)
Kikoły – przysiółek wsi Kadyny w Polsce, położony w województwie warmińsko-mazurskim, w powiecie elbląskim, w gminie Tolkmicko, na obszarze Parku Krajobrazowego Wysoczyzny Elbląskiej, przy drodze wojewódzkiej nr 503.
W latach 1975–1998 przysiółek administracyjnie należał do województwa elbląskiego.